# Zr.Ms. Adder (1875)
De Zr.Ms. Adder (1875) was een Nederlandse rammonitor, die op woensdagavond 5 juli 1882 tussen 21:00 en 21:30 uur zonk op de Noordzee voor de kust van Scheveningen. Hierbij kwamen alle 66 opvarenden om (64 manschappen, een loods en een opvarende). Het wrak is nooit geborgen.

## Specificaties
De bewapening van het schip bestond uit twee enkele 9 inch (230 mm) kanons. Het pantser langs de zij van de romp was 140 mm dik en het pantser bij de geschuttorens 280 mm dik. De waterverplaatsing bedroeg 1555 ton. Het schip had vijf zusterschepen genaamd Hyena, Panter, Haai, Luipaard en Wesp.

## Geschiedenis

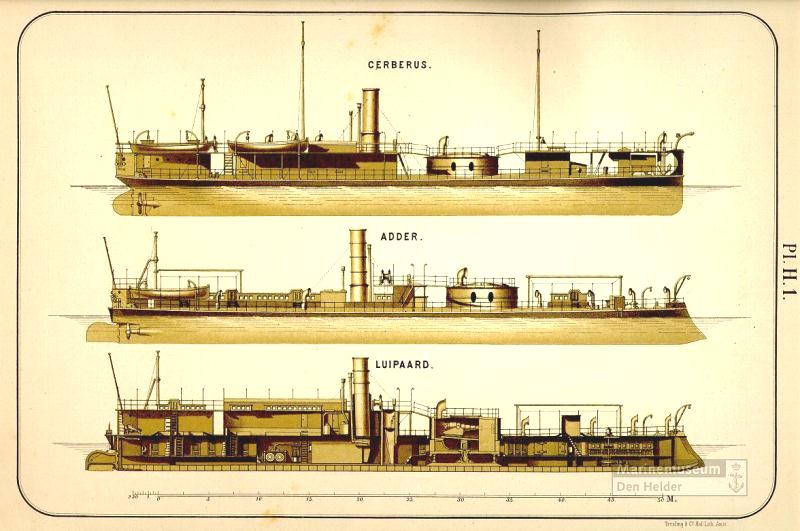
Diverse monitors, waaronder de Adder

De Adder stond niet bekend als een zeer deugdelijk schip maar eerder als een monitor die niet te besturen was. In 1875 ramde het op de rede van Dordrecht de monitor Heiligerlee als gevolg van deze slechte bestuurbaarheid en het jaar daarop bracht het aanzienlijke schade toe aan de Noach. Het schip vertrok sinds 1875 ieder jaar voor de zomermanoeuvres van IJmuiden naar Hellevoetsluis. Op 5 augustus 1881 vormde de Adder samen met de Piet Heyn, de Buffel, de Stier, de Alkmaar en de Haai het eskader dat op het IJ lag ter nagedachtenis van de Slag bij de Doggersbank honderd jaar eerder. Die dag waren er in Amsterdam verschillende feesten en herdenkingen ter gelegenheid hiervan. Bij Koninklijk Besluit van 30 mei 1882 werden de rammonitors Adder en Haai op  1 juli respectievelijk te Amsterdam en te Hellevoetsluis in dienst gesteld; ieder schip had een bemanning van 115 koppen. Het commando van de Adder was opgedragen aan luitenant-ter-zee eerste klasse E. Simon van der Aa  en het état-major bestond verder uit de luitenants-ter-zee tweede klasse M. Smits, R.M.W.O. (eerste officier), G. Borel, G. Jonckheer  en E. van Voorthuijsen, de officier van gezondheid der tweede klasse A. Lofvers, arts,  en de officier van administratie tweede klasse W.F. Klompé. De zeemiliciens, aan boord van de Adder geplaatst, waren aan het begin van de maand juli van het opleidingsschip Evertsen naar Amsterdam vertrokken.

## Het zinken van deAdder

### Ondergang van het schip
Het schip vertrok op 4 juli 1882 's avonds van Amsterdam en voer de volgende dag, woensdag 5 juli, om half 10 's morgens langs IJmuiden naar zee, met de bedoeling uiteindelijk naar Hellevoetsluis te varen. Zoals ieder jaar zou het schip aldaar tot oktober gedetacheerd blijven om oefeningen op de Noordzee te doen. Wanneer de oefeningen zouden zijn afgelopen dan zou het schip terugkeren naar de marinewerf te Amsterdam, omdat de gelegenheden tot opberging aldaar beter waren. Dat het schip een moeilijke reis zou krijgen was wel bekend omdat er een harde westenwind stond. Op genoemde woensdag stond er eerst een zuidelijke wind, was er een flauwe koelte en viel er een lichte motregen. Om 12 uur schoot de wind plotseling naar westzuidwest, met een zo hevige kracht dat de regenwolken weggevaagd werden en er een heldere zonneschijn verscheen. Tegen drie uur die middag woei het hard.
Op die dag werd de Adder, volgens verschillende berichten, vanaf diverse plaatsen vanaf de kust in de Noordzee gezien. Het schip werd op woensdagmiddag om 4 uur opgemerkt ter hoogte van Scheveningen, toen het in noordelijke richting koerste. Om zes uur zag een schipper de Adder ter hoogte van Scheveningen; de monitor vorderde niet en de zee sloeg over het gehele schip, tot zelfs over de schoorsteen. De visser zag niemand op het dek, ook geen noodsein en passeerde het schip aan de landzijde; hij merkte op dat het slecht stuurde en veel gierde. Schipper Abraham Westerduin, van reder D. Verbaan te Scheveningen, meldde dat hij op woensdag op de Noordzee tussen Scheveningen en Katwijk tijdens slecht weer om omstreeks half 7 de Adder ontmoet had, die op dat moment in de richting van de Maas voer. Hij was het schip zo dicht genaderd dat hij bijna overvaren zou zijn als de Adder een halve streek van koers zou zijn veranderd. Omdat de monitor veel water overkreeg bleef Westenduin bij de Adder tot half 10; dat was met het doel om eventueel hulp te verlenen. Even na half tien zag hij een grote rookontwikkeling, die erop scheen te duiden dat de vuren toen doofden. Voor het precieze tijdstip van de ramp werd later, naast de mededelingen van deze getuige, gebruikgemaakt van de tijd die het stilstaande horloge van de loods Duinker aangaf; dat was 21.10 uur.
Abraham den Dulk, stuurman, en Cornelis Dijkhuizen, visser, verschenen later voor de Minister van Marine en verklaarden dat, terwijl zij op woensdag 12 juli, 's avonds om kwart over 7, tussen Katwijk en Scheveningen aan het vissen waren, op 9 vadem water, op een afstand van een kwart Engelse mijl zuidwaarts, er om 8 uur een monitor ten westzuidwesten passeerde; om half 9 zagen zij van dit vaartuig rode, witte en groene vuurpijlen met blikvuren. Dit duurde tot half 10, toen ze een groot vuur zagen, een groot licht, maar slechts een ogenblik. Daarna verdween het vaartuig uit hun gezicht, zodat beide mannen het voor mogelijk hielden dat het schip toen zonk. Den Dulk had voor 300 gulden aan netten liggen en wilde niet de kans lopen dat eventuele aangeboden hulp niet nodig geoordeeld en niet aangenomen werd. Toen hij later de blikvuren en de vuurpijlen zag was zijn boot door wind en storm te ver afgedreven om nog zuidwaarts tegen de stroming op te werken, dus om hulp aan te bieden was het toen reeds te laat.

### Na de ondergang van deAdder

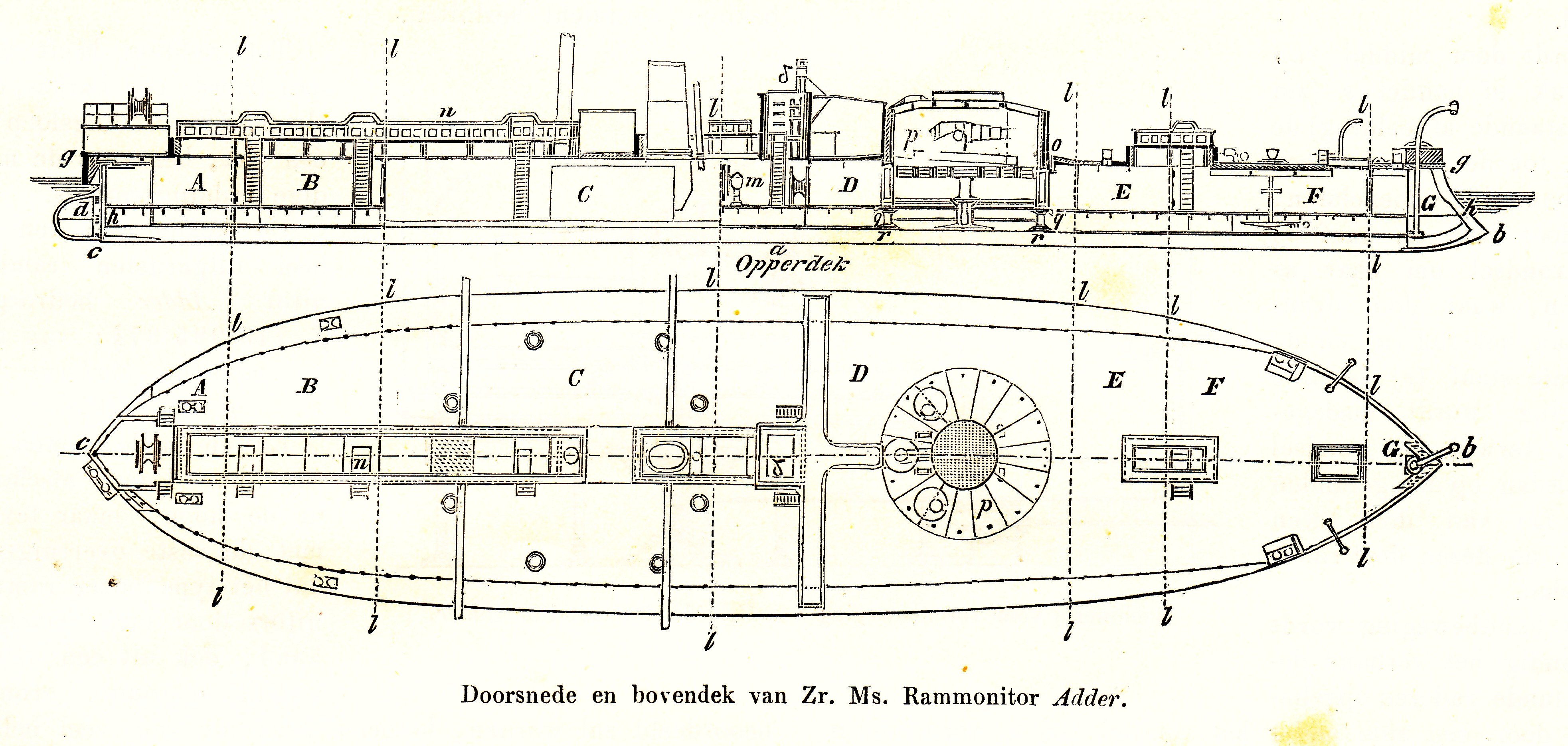
Doorsnede en bovendek van de Adder

Op vrijdag werd te Nieuwediep een reddingsboei opgevist, waarop Zr. Ms. monitor Adder geschilderd stond. In de nabijheid dreven enige stukken hout; later op de dag spoelden aldaar twee lijken aan, van een matroos en van een zeemilicien, en daarnaast reddingsgordels en nog een boei gemerkt met de naam van de Adder. Daarnaast vond men stukken van het wapen, verbrijzelde deuren, het triktrakbord uit de longroom, delen van sloepen en ander houtwerk. Te Callantsoog en Huisduinen spoelde een drenkeling aan en te Petten een reddingsboei. Te IJmuiden vond men dicht bij de zeehoofden drijfgordels en zaterdagmorgen werd aldaar het lijk van de zeeloods Duinker, met een zwemgordel om, gevonden; men vermoedde dat er een vreselijke ramp was gebeurd en zond onmiddellijk daarop twee stoomvaartuigen van het loodswezen en twee particuliere stoomschepen de zee op om te gaan kijken wat er gebeurd was. Men begon te vermoeden dat de Adder met man en muis vergaan was. Het onderzoek werd voortgezet door de stoomvaartuigen van het loodswezen.

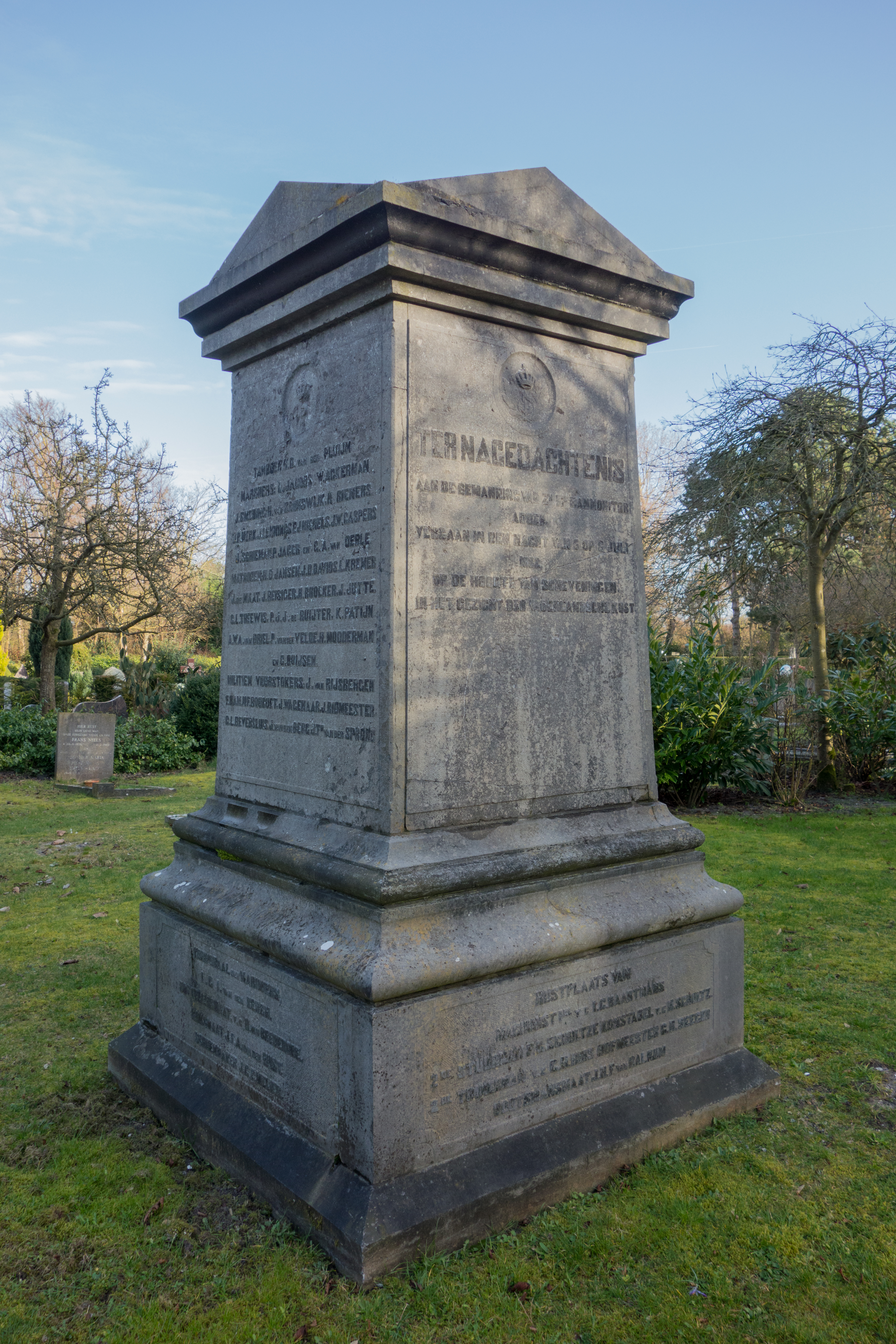
Monument ter herinnering aan de omgekomen manschappen van de Adder te Huisduinen

Nadien werden ook elders vele lijken opgevist; zondag werd door de sleepboot Hercules te Nieuwediep een lijk aangebracht en volgens rapporten van Urker vissers dreven ten noorden van Vlieland en Terschelling ook nog vele lichamen. Het Ministerie van Marine zond nu ook de ramschepen Schorpioen en Buffel uit en gaf de stoomboten Hercules en Frans Naerebout opdracht om te blijven kruisen. Door het Departement van Buitenlandse Zaken werd een schrijven gezonden aan de Nederlandse consuls in de kustplaatsen van Engeland, Noord-Duitsland, Denemarken, Zweden en Noorwegen met het verzoek om bij het aanspoelen of bij het aanbrengen van lijken uit zee na te kijken of deze van de bemanning van de Adder zouden kunnen zijn; een beschrijving van de kentekenen van de kleding, waaruit de identiteit zou kunnen worden opgemaakt, werd daartoe aan de consuls gezonden. Er was veel kritiek omdat tot zaterdag werd gewacht met het zenden van een schip tot opsporing van de Adder, terwijl de monitor op woensdagmiddag al te Hellevoetsluis werd verwacht.

### Reconstructies van de ramp

#### Zinken van deAdder
Er waren verschillende gissingen naar de oorzaak van de ramp; van een ontploffing kon, dacht men, geen sprake zijn geweest, omdat de bemanning dan de tijd ontbroken zou hebben zich van zwemgordels te voorzien. Een aanvaring door een schip van groot kaliber achtte men om dezelfde reden niet waarschijnlijk, ook omdat de seinlichten van de Adder dit schip dan wel gewaarschuwd zouden hebben. Uiteindelijk dacht men dat het schip in de Noordzee, bij onstuimig weer, door dwarszeeën was belopen, die het vuur in de machinekamer hadden geblust, waardoor de Adder, die tot de vaartuigen voor de binnenwateren en de kust behoorde en die niet veel storm of zee kon verdragen, volgelopen en vervolgens gezonken moest zijn.
Het gevaar leek plotseling te zijn opgekomen omdat de commandant anders de monitor wel onmiddellijk op het strand zou hebben aangestuurd. Toen men enige van de gevonden lijken bekeek bleek dat dat van marinier R. geheel onbeschadigd was, maar dat hij de lippen tot bloedens toe gebeten had, dat de lijken van de matrozen Van O. en M. aan het hoofd beschadigd waren en dat van het lijk van matroos M. het gehele bovenhoofd was weggeslagen. Men vermoedde dat deze manschappen reeds in de kooi lagen toen de ramp plaatsvond, wat men afleidde uit enkele bijzonderheden van de kleding; de beschadiging van een aantal lijken leek erop te wijzen dat aan boord een ontploffing had plaatsgevonden alleen verklaarde dat niet waarom de meeste lichamen werden gevonden met zwemgordels om. In de zak van luitenant-ter-zee Jonckheer zat nog een briefje waarop stond dat toren en sloepen werden gesjord, dat om 6 uur geprobeerd zou worden naar IJmuiden terug te keren maar dat het schip weigerde te wenden, zodat het daarna om de zuid werd gestuurd. Andere gissingen gingen er derhalve van uit dat het schip niet plotseling in nood was gekomen omdat de commandant om zes uur bevel had gegeven naar IJmuiden terug te keren maar dat het schip weigerde te sturen. Aldus leek het gevaar al om 6 uur begonnen.
Uit de omstandigheid dat zowel de lijken van de loods Duinker als van de machinist Dalmeijer alsmede ook de andere aangespoelde of opgeviste lijken alle van zwemgordels voorzien waren maakte men op dat het schip in nood was geweest en de opvarenden zich al zwemmend hadden getracht te redden. Dat tijdens het vergaan van de Adder geen der opvarenden zich had kunnen redden, hoewel er geoefende zwemmers aan boord waren, werd toegeschreven aan het feit dat het ongeluk gebeurde midden in de tijd van de eb, waardoor het onmogelijk was tegen de getijdenstroom in naar de wal te zwemmen.

#### Plichtsverzuim

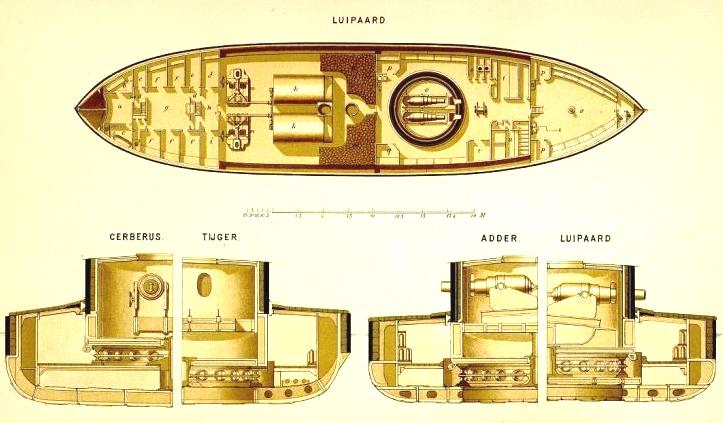
Dwarsdoorsnede van enkele monitors, waaronder de Adder

##### Monitors niet zeewaardig
Monitors stonden bekend als schepen die bij de minste deining zeer traag rezen. Het waren logge vaartuigen, die zich dikwijls lastig lieten besturen. De onzeewaardigheid der rammonitors tweede klasse was algemeen bekend en met name die van de Adder was meerdere malen gerapporteerd. In andere landen werd dit type schepen tijdens een zeetocht steeds door andere begeleid. De schuld werd dan ook rechtstreeks geworpen op hen die tot het varen over zee van de Adder last hadden gegeven. Het was immers bekend dat dit soort schepen niet zeewaardig was; bij een gewone lading en bewapening stak het bovendek slechts weinig boven de waterspiegel uit, zodat de zee er al spoedig over heen kon slaan.
Monitors waren eigenlijk geen schepen maar slechts batterijen, ijzeren bakken om de zware vuurmonden te dragen en die nauwelijks met het zwaar bepantserde boord boven de zeespiegel uitstaken. Zij hadden een machine en stuurtoestel om die batterij te kunnen verplaatsen en logies voor de bedieningsmanschappen maar waren beslist niet bestemd voor de open zee; toch werd er door de minister van Marine, zonder een geleide te geven, opdracht gegeven dat de Adder van IJmuiden naar Hellevoetsluis moest stomen. De Adder had zelfs onder de onzeevaardigen een zeer slechte reputatie; eerdere ervaringen met de rammonitor opgedaan waren slecht. Het schip luisterde zeer slecht naar het roer en er waren waarschuwingen te over geweest. Luitenant-ter-zee Jonckheer meldde tijdens zijn laatste wacht: “om zes uur werd getracht naar IJmuiden terug te keren maar het schip weigerde te wenden.” De commandant wilde aldus, tijdens de laatste tocht, terug maar kon dat niet. Er was dus opdracht gegeven met een logge onhandelbare ijzeren bak, zonder alle benodigde voorzorgsmaatregelen, met overlast van zwaar geschut, over zee te koersen en men had het leven van meer dan 60 man daaraan gewaagd. Gedurende het overbrengen van een monitor over zee behoorden alleen de voor het roer en de machinist  onmisbare manschappen aan boord te zijn en het schip diende bovendien begeleid te worden door een gewoon stoomschip.

##### Te late reddingspogingen
De rammonitor tweede klasse Adder vertrok op woensdagmorgen om 9 uur van IJmuiden naar Hellevoetsluis ter opneming van zeemilitie. Bij vertrek van het schip van IJmuiden werd telegrafisch bericht gezonden aan het Departement van Marine en eveneens moest, volgens de voorschriften, de aankomst te Hellevoetsluis worden gemeld. Deze aankomst kon op woensdagavond uiterlijk om 6 of 7 uur verwacht worden. Toen dat bericht niet die dag en ook niet op donderdag of vrijdag en zelfs niet op zaterdag bij het Departement van Marine was aangekomen werd van daar pas op zaterdag naar Nieuwediep geseind om een oorlogsschip ter opsporing uit te zenden. Er was echter te Nieuwediep geen enkel schip van de Marine voor die tocht beschikbaar. Beide ramschepen die aldaar in de haven lagen bezaten geen kompassen en uiteindelijk werd de Frans Naerebout uitgezonden. Deze uitzonderlijk trage wijze van handelen van de kant van het Departement van Marine werd zwaar bekritiseerd.
Indien men al op woensdagmiddag of donderdagochtend hulp zou hebben gezonden dan hadden misschien nog velen gered kunnen worden die nu nog lang in doodsstrijd hadden rondgedobberd. Het Algemeen Handelsblad schreef: “Indien hier verzuim is gepleegd dan rust op de nalatigen een vreselijke verantwoordelijkheid.” Alle aangebrachte lijken op één na waren voorzien van drijfgordels. Eén lijk was opgezet door het binnengekregen water; al de andere lijken hadden weinig tot geen water in de maag en ingewanden, zodat men vermoedde dat deze personen een langzame dood gevonden hadden door het aanhoudend binnendringen van waterdelen in de longen.

### Het wrak

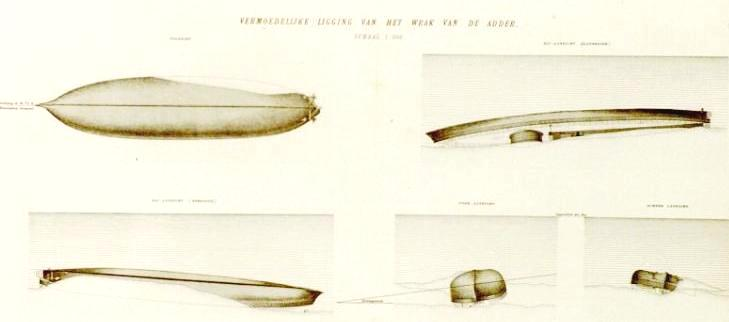
Vermoedelijke ligging van het wrak van de Adder

#### Eerste onderzoek
De minister van Marine loofde een premie uit van 2.000 gulden voor diegene die het wrak van de rammonitor Adder zou vinden. Een duiker aan boord van het loodsvaartuig Frans Naerebout, commandant-luitenant Nijgh, ontdekte het wrak van de Adder in de nacht van 21 op 22 juli op een diepte van 9 à 10 vadem op één geografische mijl uit de wal ten noordwesten van de vuurtoren van Scheveningen. De Adder lag met de boeg naar het zuiden, dus in de richting van Hoek van Holland. Deze ligging bewees dat de monitor nog niet aan de terugtocht naar IJmuiden was begonnen toen het verging. Twee Hollandse vlaggen in de top der Naerebout waren voor de wacht op de vuurtoren het sein dat de Adder herkend was en de kustwacht zond het bericht naar de minister van Marine. Op de plaats waar het schip gezonken was werd een boei geplaatst.
De Adder werd gevonden op harde grond en de aangebrachte delen die waren gevonden behoorden alle tot het dek. De mogelijkheid van het springen van een ketel werd dan ook verworpen; het was mogelijk dat door het bezwijken van de voor de machinekap geplaatste schalmluiken het zeewater door een opening van ongeveer 30 vierkante dm in de machinekamer had kunnen stromen. Er werd ook een koperen waterdicht gesloten kruitkistje gevonden, waarin zich vuurpijlen, seinlichten en blikvuren bevonden. De ontbrekende stukken waren hoogstwaarschijnlijk op de woensdagavond afgevuurd. De reddingsloepen waren waarschijnlijk in de davits stukgeslagen - er werden althans een aantal stukken van sloepen van de Adder op de rijkswerf te Willemsoord aangebracht. De loodstransportboot Frans Naerebout keerde op 19 augustus 1882 van het wrak van de Adder terug met aan boord een luchtkoker, een kompas en twee aan elkaar bevestigde vlaggen, wat een sein was voor een sleepboot; hieruit zou blijken dat vóórdat de ramp de Adder overkwam er nog geprobeerd was hulp in te roepen van een sleepboot. In september werd de loodstransportstoomboot Schelde met twee loodsvaartuigen op sleeptouw naar de plek gezonden waar de Adder gezonken was.

#### Nader onderzoek door duikers
Nader onderzoek van het wrak van de Adder bracht aan het licht dat er een rond gat in de bodem van het schip was geslagen. Het schip was aan de achterzijde voor een vierde tot aan de schroef aan een zijde in het zand gewoeld. De Adder lag aan één zijde vrij van de bodem, zodat het bovendek zichtbaar was. Aan de voorzijde van het schip lag het anker met ingesloten ketting; er lag verder een gehavende sloep, vast en verward liggend in het touwwerk. In de nabijheid lagen op de zeebodem stukken hout, scheepsblokken, zeildoek en een paal, waaraan een kompas bevestigd was. De mast was van boven gebroken en de vlaggenlijn ingehaald. De vlaggen waren op 8 voet van de top verwijderd. De kleine mast, de spriet en de giek zaten aan elkaar vastgebonden.

### Ooggetuigenverslag
In het Algemeen Handelsblad van 11 juli 1882 stond het volgende ooggetuigenverslag: “Er is geen twijfel meer of de Adder is met man en muis vergaan. Met betraande ogen en bloedend hart waren wij zoeven getuige van het binnenkomen van de Simson, die om tien uur 's avonds van zijn kruistocht binnenkwam, met de lijken van drie jonge mannen, twee mariniers en een matroos met de tekenen van de doodsstrijd op het nog frisse gelaat. Welk een doodsstrijd de ongelukkigen hadden geleden bleek uit de houding der handen, die zich krampachtig van de hun lichaam omknellende kurkgordel schenen te willen ontdoen om een einde aan hun martelend lijden te maken. Want god weet hoelang de ongelukkigen hebben gedreven voor de dood een einde aan alles maakte. De lijken werden direct gekist en hier tijdelijk opgeborgen.”

## Nasleep van de ondergang van deAdder

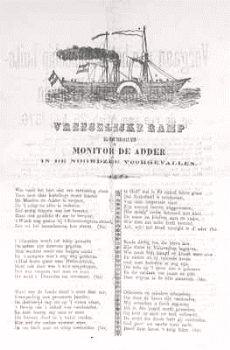
Rijm gemaakt op de ondergang van de Adder

### Onderzoek der commissie
Naar aanleiding van het zinken van de Adder werden twee commissies ingesteld die de oorzaken van de ramp dienden te onderzoeken. Het onderzoek specifiek naar het wrak van de Adder werd onder toezicht van luitenant-ter-zee eerste klasse H. Nijgh en ingenieur eerste klasse der marine G. Turk met de hulp van rijksmiddelen voortgezet. Algemeen leider van het onderzoek was de directeur der marine en commandant der marine te Willemsoord. De andere onderzoekscommissie bestond uit vijf personen, drie burgers en twee officieren van de marine.  De hoofdconclusies van deze commissie waren in eerste instantie: “dat er plichtsverzuim had plaatsgevonden, veroorzaakt door een slechte geest van controle, een boze geest van routine en dat de een op de ander vertrouwde zodat de verantwoordelijkheid niet juist was na te gaan.” Op de samenstelling van de commissie kwam echter kritiek: “De thans benoemde commissie is slechts een wassen neus; zij die op de Adder een état-major plaatsten, waarvan geen enkele eerder op een monitor gediend had, plaatsen nu in de commissie van onderzoek hen die de monitors ook niet van eigen ervaring kennen. De commissie is een bliksemafleider, niets anders, niets meer.” Er kwam veel kritiek op de overheid: “Lichtzinnig en roekeloos was het beheer van de maritieme overheid; niet zeewaardige schepen werden ingezet voor de verdediging van het land; buitensgaats kon een vijand zonder een schot te lossen met de monitors afrekenen. Het maritieme beheer heeft echter lichtvaardig dit argument voorbij gezien, waarschijnlijk ten behoeve van het beheer der uitgaven. Dit geval heeft twijfel doen ontstaan over de moraliteit en betekenis van de maritieme overheid daar zij verantwoordelijk is voor de bevelen die zij uitvaardigt.”

### Uitslag van het onderzoek der commissie
De hoofdvraag in het onderzoek zou hebben moeten zijn of monitors geschikt waren om buitenom een zeereis te doen; zij waren immers bestemd om riviermonden en zeegaten te beschermen maar niet om de volle zee op te varen. In eerste instantie achtte de commissie de zeewaardigheid van dit type schip bedenkelijk en schreef in een vroeg rapport: “het gebruik van monitors als zeeschepen is altijd bedenkelijk. De zeewaardigheid laat dikwijls veel te wensen over.” Verder concludeerde de commissie toen dat het leek of het Departement van Marine gebukt ging onder een geest van sleur en gebrek aan energie, die nadelig op de zaken inwerkte. In het Algemeen Handelsblad werd kritiek geleverd op de staat en bemanning van de Adder: “De Adder stond bekend als een geheel zeeonwaardig schip en werd met een commandant en een état-major, die nooit op een monitor gediend hadden zonder enige voorbereidende oefening, de zee opgestuurd. Wie zijn in dezen de verantwoordelijke personen?”
De uiteindelijke onderzoekscommissie bestond uit de volgende personen: vice-admiraal R.L. de Haes, voorzitter, kapitein-ter-zee W. Enslie, Mr. E.N. Rahusen, voorzitter van het college voor de zeevisserijen, J.C. van de Poll, expert van Veritas en D.L. Wolfson, oud-zeeofficier, leden en luitenant-ter-zee A.G. Ellis, secretaris. Deze onderzoekscommissie bracht uiteindelijk in december 1882 verslag uit; dit verslag bevatte vier onderdelen, namelijk (1) de beschrijving van de rammonitor Adder; (2) het verhaal van de laatste reis van dit vaartuig, voor zover de commissie door getuigenissen van ooggetuigen daartoe in staat werd gesteld; (3) de vermoedelijke oorzaken van de ramp en (4) de leemten die het ingestelde onderzoek had doen kennen. Het verslag telde 181 bladzijden en daarnaast gaf de commissie als oordeel dat naar haar mening de kans gering was dat de Adder ooit gelicht kon worden. Zij was nu van oordeel dat er omstreeks 9 uur aan boord van de Adder iets gebeurd moest zijn, dat haar onbekend gebleven was. Men wentelde verder alle verantwoordelijkheid van de ramp af op de omgekomen bemanningsleden en eindigde met de woorden: “indien ons materieel voor ondiepe zeegaten het geschikte defensiematerieel is dan is de betrekkelijke onzeewaardigheid van deze vaartuigen geen reden om ze niet te gebruiken want de ondervinding heeft geleerd dat met het nemen van gepaste maatregelen van voorzorg die onzeewaardigheid zeer kan worden beperkt en dan eist het belang van het land dat de Nederlandse maritieme krachten aan boord van die vaartuigen kunnen worden geoefend.”

### Steun vanuit het land en de overheid
Overal in het land werd steun verleend aan de nabestaanden van de slachtoffers van de Adder. In Amsterdam werd een commissie opgericht, onder voorzitterschap van schout-bij-nacht Esscher, met het doel om een fonds bijeen te brengen waaruit ondersteuning zou worden verstrekt aan de hulpbehoevende betrekkingen van de verongelukten op de Adder. Als gevolg van de ramp werd bij resolutie van de minister van Marine bepaald dat aan de weduwen van hen die met de Adder omgekomen waren pensioenen ten laste van de staat werden toegekend; voor de weduwen van onderofficieren werd dit bedrag gesteld op 200 gulden per jaar en voor weduwen van korporaals en minderen op 150 gulden per jaar. Een ander gevolg van de ramp met de Adder was dat werd besloten tot de oprichting van de Koninklijke Vereniging van Marineofficieren (KVMO). Als gevolg van een kritisch artikel van kapitein-ter-zee J.W. Binkes over onder meer de ramp met de Adder kwamen op 10 april 1883 op de eerste algemene vergadering van de vereniging 189 marineofficieren bijeen in de Marineclub te Den Helder om gezamenlijk iets te ondernemen tegen de ernstige toestand waarin de Nederlandse Marine verkeerde.

## Opvarenden van deAdder

Officieren van de rammonitor Adder
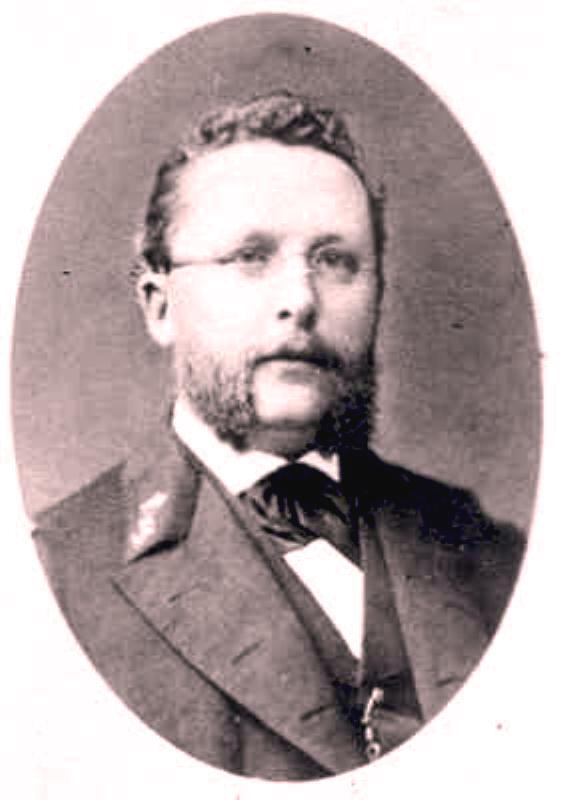
Luitenant-ter-zee 1e klasse A. Simon van der Aa (gezagvoerder)
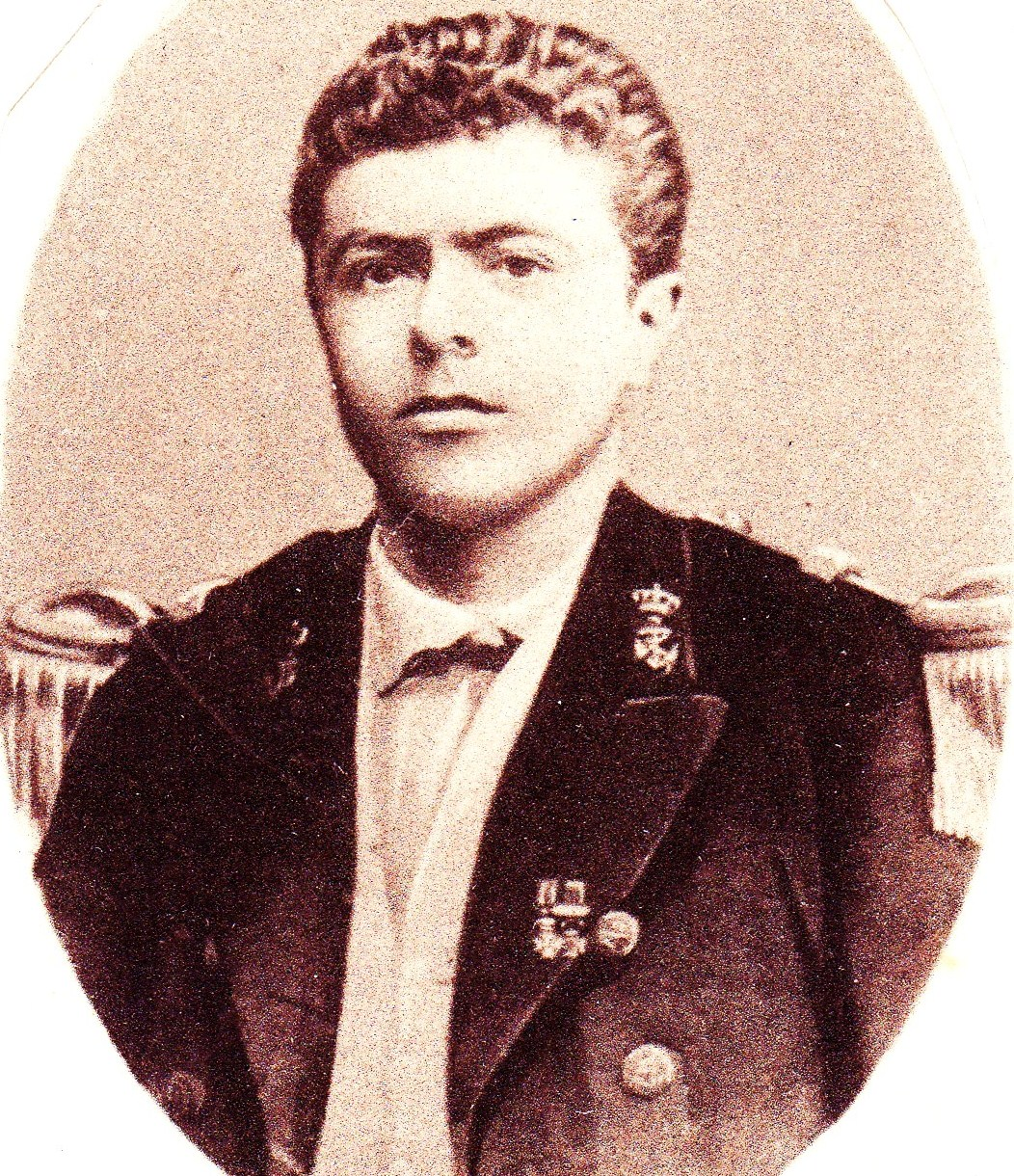
Luitenant-ter-zee 2e klasse M. Smits R.M.W.O. (eerste officier)
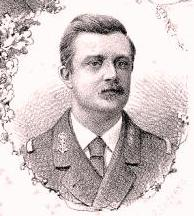
Officier van gezondheid 2e klasse A. Lofvers (arts-officier)
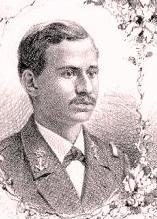
Luitenant-ter-zee 2e klasse G. Borel
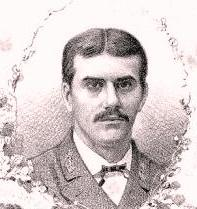
Luitenant-ter-zee 2e klasse G. Jonckheer
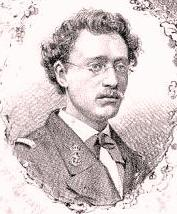
Luitenant-ter-zee 2e klasse W. Klompé
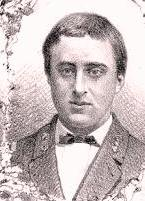
Luitenant-ter-zee 2e klasse E. van Voorthuijsen

Opvarenden van de Adder waren:
1. W. Ackerman, marinier eerste klasse
2. J.C. Baartmans, eerste machinist
3. J.H.Th. van Balkum, bootmansmaat; lijk gevonden op 12 juli 1882[3]
4. J. van den Berg, milicien vuurstoker
5. J.G.J. van den Berg, korporaal der Mariniers
6. C.L. Beversluis, milicien vuurstoker
7. G. Borel, luitenant-ter-zee tweede klasse, zijn lichaam werd zonder jas en zwemgordel ter hoogte van Kamperduin in een net opgevist; in zijn broekzak bevond zich de sleutel van de kruitkamer van de Adder. Vermoedelijk wilde hij juist de vuurpijlen ophalen voor de noodseinen.[42]
8. D. van Brederode, botteliersmaat; lijk gevonden op 12 juli 1882[3]
9. P.J. Bridge, machinist leerling eerste klasse
10. H. van Bronswijk, marinier der tweede klasse
11. K.F. Bouquet, milicien vuurstoker
12. C. Buysen, lichtmatroos; zijn lijk werd te Nieuwediep aangebracht op 11 juli.[16]
13. J.W. Caspers, marinier derde klasse; zijn lijk werd te Nieuwediep aangebracht op 11 juli.[16]
14. J.J. Christiani, vuurstoker eerste klasse
15. J. Dalmeijer, machinist tweede klasse
16. J.D. Davids, matroos tweede klasse; lijk gevonden op 12 juli 1882[3]
17. A.W.A. van Driel, matroos derde klasse; zijn lijk werd te Nieuwediep aangebracht op 11 juli.[16]
18. C.S. Duinker, loods.[1][43]
19. F. Ham, milicien vuurstoker; lijk gevonden op 12 juli 1882[3]
20. J.H. Hanenberg, vuurstoker tweede klasse
21. W.C. Harinck, machinist-leerling eerste klasse
22. G.H. Hirsch, schoenmaker; zijn lijk werd gevonden op 13 juli 1882[19]
23. J.P. Holst, machinist tweede klasse
24. J.F.A. van der Hust, koksmaat; lijk gevonden op 12 juli 1882[3]
25. J. Jacobs, marinier eerste klasse
26. P. Jager, marinier derde klasse
27. H.D. Jansen, matroos eerste klasse
28. G. Jonckheer, luitenant-ter-zee tweede klasse, zijn lijk werd te Nieuwediep aangebracht op 11 juli.[16]
29. J. Jutte, matroos derde klasse; zijn lijk werd te Nieuwediep aangebracht op 11 juli.[16]
30. W.F. Klompé, officier van administratie tweede klasse, zijn lichaam werd gedeeltelijk gekleed gevonden.
31. L. Kremer, matroos; zijn lijk werd te Nieuwediep aangebracht op 11 juli.[16]
32. J. Lennings, marinier derde klasse
33. J.C. Lintveld, tweede schrijver
34. A. Lofvers, officier van gezondheid tweede klasse
35. J. de Maat, matroos derde klasse
36. J.C.E. Meijer, matroos der derde klasse; zijn lijk werd gevonden op 13 juli 1882[19]
37. J.B. Merk, marinier tweede klasse; lijk gevonden op 12 juli 1882[3]
38. H.J. Meuldijk, machinist-leerling eerste klasse
39. F.J. Michels, marinier derde klasse; lijk gevonden op 12 juli 1882[3]
40. H. Modderman, lichtmatroos; lijk gevonden op 12 juli 1882[3]
41. Reiziger, matroos, zijn lijk werd te Nieuwediep aangebracht op 11 juli.[16]
42. G.A. van Oerle, marinier derde klasse; lijk gevonden op 12 juli 1882[3]
43. L. Overstrijd, leerling machinist eerste klasse
44. K. Patijn, matroos derde klasse, zijn lijk werd op 13 juli aangebracht te Harlingen.[44]
45. H.D. van der Pluym, tamboer derde klasse der marine, lijk gevonden op 20 juli 1882[45]
46. J. Reisiger, matroos derde klasse
47. H. Riemers, marinier tweede klasse; lijk gevonden op 12 juli 1882[3]
48. J. van Rijsbergen, milicien vuurstoker
49. L. van Rijswijk, scheepskok
50. J. Ritmeester, milicien vuurstoker
51. H. Roolker, matroos derde klasse
52. P.J.J.L. de Ruyter, matroos derde klasse; zijn lijk werd gevonden op 13 juli 1882[19]
53. C.R. Seeger, hofmeester; lijk gevonden op 12 juli 1882[3]
54. J. Schieman, marinier derde klasse; lijk gevonden op 12 juli 1882[3]
55. J. Schieveen, matroos derde klasse; zijn lijk werd te Nieuwediep aangebracht op 11 juli.[16]
56. H. Scholtsz
57. F.G. Schultze, konstabel
58. E. Simon van der Aa, luitenant-ter-zee eerste klasse
59. J. Smeding, marinier tweede klasse; lijk gevonden op 12 juli 1882[3]
60. M. Smits, luitenant-ter-zee tweede klasse, zijn lijk werd op 13 juli aangebracht[44]
61. J.T. van der Sprong, milicien vuurstoker
62. C. Theeuwis, matroos derde klasse; zijn lijk werd te Nieuwediep aangebracht op 11 juli.[16]
63. P. van der Velde, lichtmatroos
64. E. van Voorthuijsen, luitenant-ter-zee tweede klasse; zijn lijk en dat van drie minderen werden op 13 juli 1882 gevonden.[46]
65. G. Wagenaar, milicien; zijn lijk werd te Nieuwediep aangebracht op 11 juli.[16]
66. M. van der Werf, schipper

Afbeeldingen van de Adder
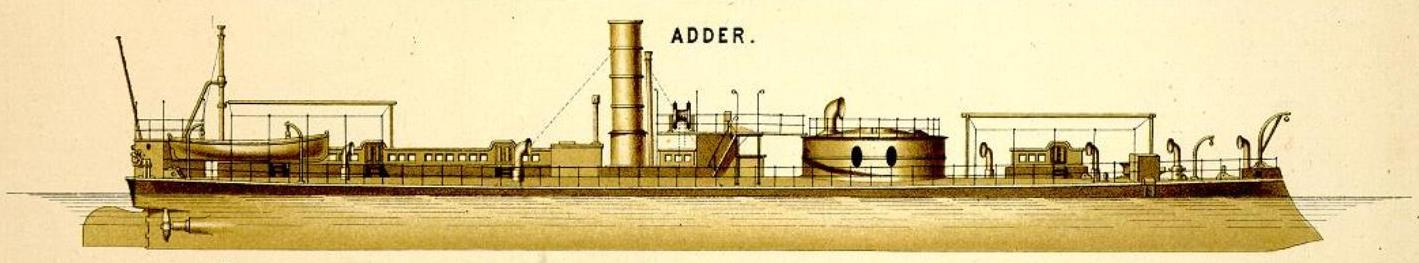
De Adder
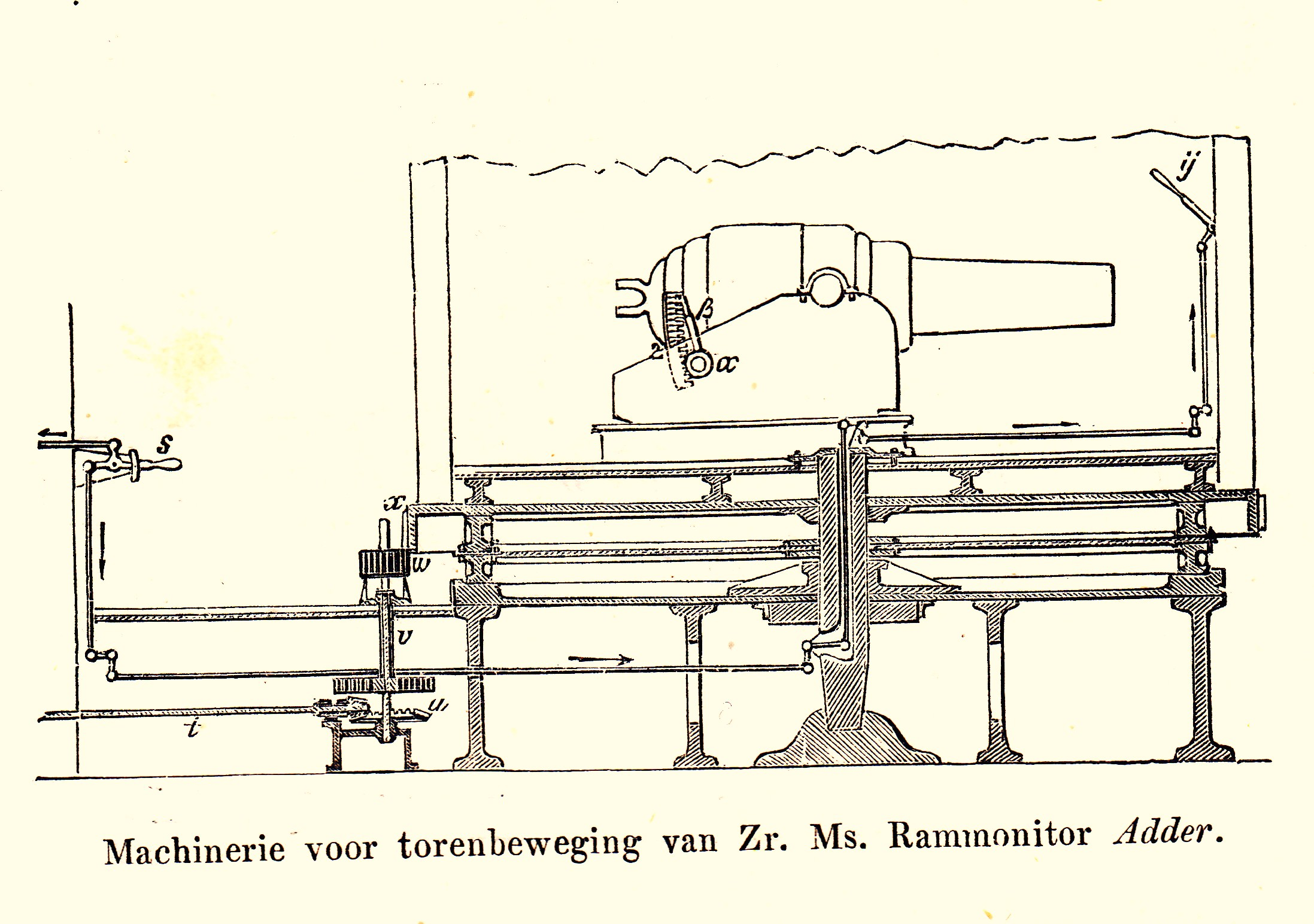
Machinerie van de Adder
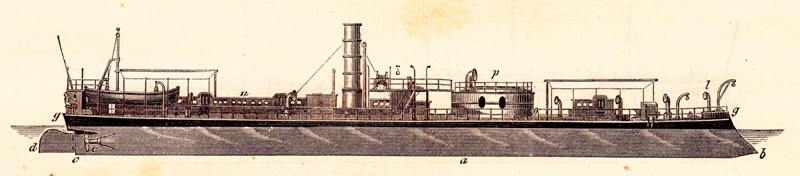
De Adder